# Fulgencio Morente Gómez

Fug und Janina, 2015

Fulgencio Morente Gómez, allgemein als Fug bekannt (* 1962 in Churriana de la Vega, Spanien), ist ein deutsch-spanischer Schauspieler, Synchronsprecher, DJ, Übersetzer und Sänger, der vor allem durch das Kinderprogramm der ARD bekannt wurde.

## Leben und Karriere
Gómez wurde in Spanien geboren und ist in Köln aufgewachsen. Seinen Spitznamen Fug erhielt er dadurch, dass seine Mitschüler nur mit sehr viel Mühe seinen Vornamen Fulgencio aussprechen konnten.
Nach seiner Schauspielausbildung wirkte er in diversen Kinderfernsehsendungen mit, vor allem in Wissen macht Ah!, aber auch in der Sendung mit der Maus und in dem Magazin neuneinhalb - Nachrichten für Kinder. In der Sendung mit der Maus hatte er eine eigene Rubrik, Unfug mit Fug, in der er diverse Fragen beantwortete und die Kinder raten mussten, ob seine Antwort richtig ist oder nicht.
Gemeinsam mit Janina Burgmer, die ebenfalls aus der Sendung Wissen macht Ah! bekannt ist, bildet er das Musikerduo Fug und Janina, das Musik für Kinder spielt. Dort spielt Gómez die Ukulele.
Gómez’ Stimme war bereits in diversen spanischen Dokumentationen, Radio-Werbungen und Hörspielen zu hören. 2010 spielte er im Musical Der Schuh des Manitu im Eurostrand Leiwen die Hauptrolle Abahachi.
Gómez spricht, neben seinen Muttersprachen Deutsch und Spanisch, Englisch, etwas Französisch und Kölsch.
Fulgencio Morente Gómez wohnt in Bergisch Gladbach.

## Filmografie (Auswahl)
- seit 2003: Wissen macht Ah!
- 2005: Schmitz komm ran
- 2005: Axel! will’s wissen
- seit 2006: neuneinhalb
- 2006–2007: Die Sendung mit der Maus
- seit 2020: Die Carolin Kebekus Show